# Kelly Lynch
Kelly Colleen Lynch, lepiej znana jako Kelly Lynch (ur. 31 stycznia 1959 w Golden Valley) – amerykańska aktorka telewizyjna i filmowa, modelka.

## Życiorys

### Wczesne lata
Przyszła na świat w Golden Valley w stanie Minnesota jako córka tancerki nowoczesnej Barbary Jean Dingmann i restauratora Roberta Edwarda Lyncha. Wychowywała się w Minneapolis, gdzie studiowała taniec a następnie spędziła dwa lata przy Guthrie Theater. Potem przeniosła się do Nowego Jorku, gdzie uczyła się aktorstwa pod kierunkiem Sanforda Meisnera i Marilyn Fried. Pracowała krótko jako stewardesa linii lotniczych. Wkrótce pewnego dnia w windzie spotkała dyrektora Elite Modeling Agency, z którą podpisała kontrakt na 250 tys. dolarów wynagrodzenia za pozowanie i zdjęcia reklamowe. Jej agentem artystycznym był John Casablancas. Przez trzy lata pracowała jako modelka, pojawiając się sporadycznie w telewizji.

### Kariera
W 1988 wystąpiła w niewielkiej roli w dramacie Jasne światła, wielkie miasto (Bright Lights, Big City) z udziałem Michaela J. Foxa, Kiefera Sutherlanda, Phoebe Cates, Dianne Wiest i Jasona Robardsa. Po występie w komediodramacie Rogera Donaldsona Koktajl (Cocktail, 1989) u boku Toma Cruise’a, Bryana Browna i Elisabeth Shue oraz filmie sensacyjnym Wykidajło (Road House, 1989) z Patrickiem Swayze, Benem Gazzarą i Samem Elliottem, powszechny rozgłos zyskała i była nominowana do niezależnej nagrody Spirit (za najlepiej prowadzoną rolę żeńską) jako Dianne, która wraz z mężem-handlarzem antyków (Matt Dillon) i dwójką przyjaciół dokonuje włamań do aptek i szpitali w celu zdobycia środków odurzających, w dramacie kryminalnym Gusa Van Santa Narkotykowy kowboj (Drugstore Cowboy, 1989).

## Życie prywatne
6 grudnia 1992 poślubiła Mitcha Glazera, scenarzystę (m.in. Rekrut z Alem Pacino i Colinem Farrellem) i producenta filmowego (Między słowami Sofii Coppoli z Billem Murrayem i Scarlett Johansson) i telewizyjnego. Mają córkę Shane (ur. 1986).

## Filmografia

### Filmy
- 1983: Portfolio jako modelka
- 1986: Osa jako Osa
- 1988: Jasne światła, wielkie miasto (Bright Lights, Big City) jako Elaine
- 1988: Koktajl (Cocktail) jako Kerry Coughlin
- 1989: Narkotykowy kowboj (Drugstore Cowboy) jako Dianne
- 1989: Ciepły letni deszcz  (Warm Summer Rain) jako Kate
- 1989: Wykidajło (Road House) jako dr Elizabeth Clay (Doc)
- 1990: Godziny rozpaczy (Desperate Hours) jako Nancy Breyers
- 1991: Niesforna Zuzia (Curly Sue) jako Grey Ellison
- 1993: Na dobre i na złe (For Better and for Worse, TV) jako Catherine Vernet
- 1993: Trzy serca (Three of Hearts) jako Connie Czapski
- 1994: Zbrodnie wyobraźni (Imaginary Crimes) jako Valery Weiler
- 1994: Rodzina Beanów (The Beans of Egypt, Maine) jako Roberta Bean
- 1995: Zabójcza perfekcja (Virtuosity) jako Madison Carter
- 1995: Brzemię białego człowieka (White Man’s Burden) jako Marsha Pinnock
- 1996: Więźniowie nieba (Heaven's Prisoners) jako Annie Robicheaux
- 1996: Osoby nieznane (Persons Unknown) jako Amanda
- 1997: Pan Magoo (Mr. Magoo) jako Luanne Leseur
- 1997: Chłód serca (Cold Around the Heart) jako Jude Law
- 1998: Amatorzy w konopiach (Homegrown) jako Lucy
- 1999: Braterstwo zabójców (Brotherhood of Murder, TV) jako Susan Martinez
- 2000: Aniołki Charliego (Charlie’s Angels) jako Vivian Wood
- 2001: Niejaki Joe (Joe Somebody) jako Callie Scheffer
- 2002: The Slaughter Rule jako Evangeline Chutney
- 2002: W poszukiwaniu Debry Winger (Searching for Debra Winger) – film dokumentalny
- 2003: Z ulicy na Harvard (Homeless to Harvard: The Liz Murray Story, TV) jako Jean Murray
- 2003: Dallas 362 jako Mary
- 2005: Seks z internetu (Cyber Seduction: His Secret Life) jako Diane Petersen
- 2005: Nareszcie (At Last) jako Sara Wood
- 2005: Obłęd (The Jacket) jako Jean Price
- 2005: Witamy w Kalifornii (Welcome to California) jako Susanna Smith
- 2006: Nawiedzenie Matki Boskiej (The Visitation) jako Morgan Elliot
- 2007: Bez tajemnic (Normal Adolescent Behavior) jako Helen
- 2008: ArtWizje 2012. Przegląd filmów o sztuce (Visual Acoustics: The Modernism of Julius Shulman) – film dokumentalny
- 2009: Doskonały wiek Rock ’n’ Rolla (The Perfect Age of Rock ’n’ Roll) jako Maggie
- 2009: Dobry pogrzeb (A Good Funeral) jako Junior
- 2010: Kaboom jako Nicole
- 2010: Gra namiętności (Passion Play) jako Harriet
- 2012: Gniewny plan (A Dark Plan) jako Caren
- 2014: Szklana broda (Glass Chin) jako Mae Graham
- 2014: Granica (The Frontier) jako Luanne
- 2014: Seattle Road jako Ciotka Patty
- 2015: Sen Keplera (Kepler's Dream) jako Amy

### Seriale TV
- 1986: McCall (The Equalizer) jako barmanka
- 1987: Autostopowicz (The Hitchhiker) jako Teresa / Melissa
- 1987: Policjanci z Miami (Miami Vice) jako Lori 'Blondie' Swann
- 1995: Upadłe anioły (Fallen Angels) jako Lola
- 2001: Ally McBeal jako Gloria Albright
- 2004–2005: Ojcostwo (Fatherhood) jako Angie Bindlebeep (głos)
- 2004–2005: Słowo na L (The L Word) jako Ivan Aycock
- 2008: Detoks (The Cleaner) jako Erica Smith
- 2009: Słowo na L (The L Word) jako Ivan Aycock
- 2010–2011: 90210 (sezon 2) jako Laurel Cooper
- 2011: Gliniarz z Memphis (Memphis Beat) jako Marie Minetti
- 2012–2013: Miasto cudów (Magic City) jako Meg Bannock